# Malta na Letních olympijských hrách 2008
Malta se účastnila Letních olympijských her 2008 a zastupovalo ji 6 sportovců ve 4 sportech (3 muži a 3 ženy). Během zahájení her byla vlajkonoškou výpravy Marcon Bezzina. Při zakončení her byl vlajkonošem plavec Ryan Gambin. Nejmladší z výpravy byla Madeleine Scerri, které bylo v době konání her 19 let. Nejstarším z výpravy byl Nicolai Portelli, kterému bylo v době konání her 26 let. Nikomu z výpravy se během her nepodařilo získat medaili.
Pět ze šesti startujících maltských sportovců se na olympijské hry kvalifikovalo pomocí divoké karty. Jediným z výpravy, kdo splnil kvalifikační limit, byl Ryan Gambin. Nikomu z výpravy se nepodařilo postoupit ze základního kola soutěží.

## Pozadí
Prvními letními olympijskými hrami, kterých se Malta zúčastnila, byly Letní olympijské hry v Amsterdamu, konané v roce 1928. Od své první účasti na hrách se Malta neúčastnila her v letech 1932, 1952, 1956, 1964 a 1976 a v Pekingu, takže se jednalo o její 14. olympijskou účast. Během předchozích her se nikomu z maltských sportovců nepodařilo získat olympijskou medaili.
Na Letní olympijské hry v Pekingu byla vyslána reprezentační výprava sestávající z šesti sportovců, 3 mužů a 3 žen. Byli jimi sprinteři Nikolai Portelli a Charlene Attard, judistka Marcon Bezzina, plavci Ryan Gambin a Madeleine Scerri a střelec William Chetcuti. Během zahajovacího ceremoniálu byla vlajkonoškou výpravy Marcon Bezzina, zatímco Ryan Gambin byl vlajkonošem během závěrečného ceremoniálu.
Složení výpravy bylo zveřejněno The Malta Independent dne 6. července 2008 a o dva dny později potvrzeno Maltským olympijským výborem. Výpravu kromě samotných sportovců tvořil také předseda maltského olympijského výboru Lino Farrugia Sacco, generální sekretář Joe Cassar a místopředseda výboru Julian Pace Bonello, kterému asistovala Marie Therese Zammit. Dále výpravu doprovázel i David Azzopardi. Trenéry výpravy byli Leandros Calleja, Gail Rizzo, Jurgen Klinger a Jimmy Bugeja. Lékařem týmu byla Lucianne Attard.

## Disciplíny

### Atletika
Nikolai Portelli byl ve svých 26 letech nejstarším z maltské výpravy a účast na olympijských hrách v Pekingu pro něho byla olympijským debutem. Se svým osobním rekordem 22,11 s nestačil ani na olympijský kvalifikační rekord B a na hry se kvalifikoval díky divoké kartě. Před hrami Portelli prohlásil, že účastí na olympiádě se mu splní jeden z jeho snů a přislíbil, že se pokusí předvést svůj nejlepší výkon. Do závodu na 200 m který se konal dne 17. srpna 2008, nastoupil ve čtvrtém rozběhu. Dosáhl času 22,31 s a ve svém rozběhu tak skončil na posledním 8. místě. Celkově skončil na 60. místě se stejným časem jakého dosáhl i uzbecký reprezentant.
I pro 21letou sprinterku Charlene Attard byla účast na Letních olympijských hrách v Pekingu jejím debutem. Se svým osobním rekordem 11,93 s nestačila ani na olympijský kvalifikační rekord B a na hry se kvalifikovala díky divoké kartě. Během rozhovoru, který před účastí na hrách poskytla maltským novinám Times of Malta, prohlásila, že se na start na hrách těší a vzhledem k bezproblémové přípravě prozradila svůj cíl, kterým bylo vylepšení národního rekordu. Do závodu na 100 m, který se konal dne 16. srpna 2008, nastoupila v desátém rozběhu. Dosáhla času 12,20 s a ve svém rozběhu tak z devíti sprinterek skončila na 6. místě. To na postup nestačilo a nevylepšila tím ani národní rekord. Celkově se tak z 85 účastnic umístila na 57. místě.
| Sportovec        | Disciplína   | Rozběh | Rozběh | Čtvrtfinále  | Čtvrtfinále  | Semifinále   | Semifinále   | Finále       | Finále       | Pořadí |
| Sportovec        | Disciplína   | Čas    | Pořadí | Čas          | Pořadí       | Čas          | Pořadí       | Čas          | Pořadí       | Pořadí |
| ---------------- | ------------ | ------ | ------ | ------------ | ------------ | ------------ | ------------ | ------------ | ------------ | ------ |
| Nicolai Portelli | 200 m – muži | 22,31  | 8.     | nepostoupil  | nepostoupil  | nepostoupil  | nepostoupil  | nepostoupil  | nepostoupil  | 60.    |
| Sportovkyně      | Disciplína   | Rozběh | Rozběh | Čtvrtfinále  | Čtvrtfinále  | Semifinále   | Semifinále   | Finále       | Finále       | Pořadí |
| Sportovkyně      | Disciplína   | Čas    | Pořadí | Čas          | Pořadí       | Čas          | Pořadí       | Čas          | Pořadí       | Pořadí |
| Charlene Attard  | 100 m – ženy | 12,20  | 6.     | nepostoupila | nepostoupila | nepostoupila | nepostoupila | nepostoupila | nepostoupila | 57.    |

### Judo
Pro 22letou Marcon Bezzinu byla účast na Letních olympijských hrách v Pekingu její druhou olympijskou účastí poté, co startovala již na Letních olympijských hrách v Athénách v roce 2004. Na hry se kvalifikovala díky divoké kartě, kterou obdržela od Mezinárodní judistické federace. Na účast na olympijských hrách se připravovala účastí na několika mezinárodních turnajích i tréninkových soustředěních. Na hrách startovala v závodu žen do 63 kg, který se uskutečnil dne 12. srpna 2008. V prvním kole nastoupila proti alžírské judistce Kahině Saidi. Bezzina souboj prohrála poté, co na ni soupeřka úspěšně provedla techniku waza-ari. S ohledem na následnou prohru Saidi v jejích dvou dalších zápasech nenastoupila Bezzina ani do oprav.
| Sportovec      | Disciplína    | 1/32                          | 1/16         | Čtvrtfinále  | Semifinále   | Opravy 1     | Opravy 2     | Opravy 3     | Finále/Bronzová medaile | Pořadí |
| Sportovec      | Disciplína    | Soupeř                        | Soupeř       | Soupeř       | Soupeř       | Soupeř       | Soupeř       | Soupeř       | Soupeř                  | Pořadí |
| -------------- | ------------- | ----------------------------- | ------------ | ------------ | ------------ | ------------ | ------------ | ------------ | ----------------------- | ------ |
| Marcon Bezzina | Ženy do 63 kg | Kahina Saidi PROHRA 0000–0200 | nepostoupila | nepostoupila | nepostoupila | nepostoupila | nepostoupila | nepostoupila | nepostoupila            |        |

### Plavání

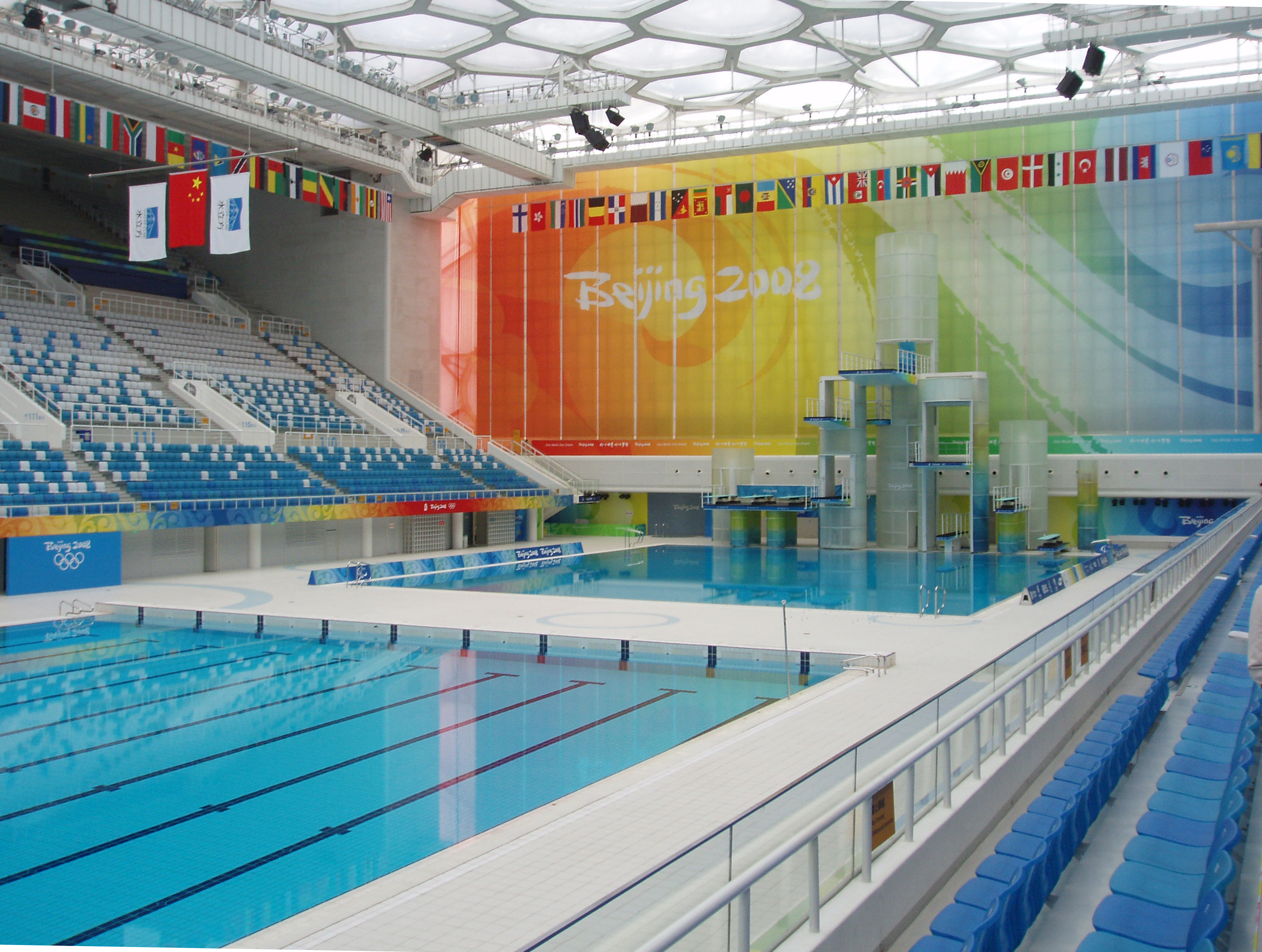
Pekingské národní plavecké centrum, ve kterém se během olympijských her odehrávaly plavecké soutěže

Ryan Gambin, v Austrálii narozený reprezentant Malty, se na olympijské hry kvalifikoval splněním kvalifikačního limitu B, který svým časem 54,33 sekundy překonal o 0,38 s. Podařilo se mu to na Evropském vodním mistrovství, které se konalo v Eindhovenu v roce 2008. Účast na Letních olympijských hrách v Pekingu tak byla jeho olympijským debutem a podle svých slov si tím splnil jedno z dětských přání. Jeho cílem pro olympijské hry byl postup do semifinále, který se mu však splnit nepodařilo. Do svého závodu na 100 m motýlkem nastoupil 14. srpna 2008 a přestože s časem 53,70 překonal národní rekord skončil ve své rozplavbě na 6. místě a postup do semifinále si nezajistil. Celkově se z 66 plavců umístil na 48. místě.
I pro maltskou reprezentantka Madeleine Scerri pocházející z Austrálie byla  účast na olympijských hrách v Pekingu jejím olympijským debutem. Se svým nejlepším osobním časem 58,11 sekundy na trati 100 m volným způsobem nesplnila ani kvalifikační limit B a na olympijské hry se kvalifikovala díky divoké kartě. Na hrách dosáhla času 57,97 s, kterým vylepšila jak svůj osobní rekord tak rekord národní. Tento čas však na postup do semifinále nestačil a Scerri se v závodě celkově umístila na 45. místě.
| Sportovec/Sportovkyně | Disciplína                | Rozplavba | Rozplavba | Semifinále   | Semifinále   | Finále       | Finále       | Pořadí |
| Sportovec/Sportovkyně | Disciplína                | Čas       | Pořadí    | Čas          | Pořadí       | Čas          | Pořadí       | Pořadí |
| --------------------- | ------------------------- | --------- | --------- | ------------ | ------------ | ------------ | ------------ | ------ |
| Ryan Gambin           | 100 m motýlek – muži      | 53,70 NR  | 4         | nepostoupil  | nepostoupil  | nepostoupil  | nepostoupil  | 48.    |
| Sportovec/Sportovkyně | Disciplína                | Rozplavba | Rozplavba | Semifinále   | Semifinále   | Finále       | Finále       | Pořadí |
| Sportovec/Sportovkyně | Disciplína                | Čas       | Pořadí    | Čas          | Pořadí       | Čas          | Pořadí       | Pořadí |
| Madeleine Scerri      | 100 m volný způsob – ženy | 57,97 NR  | 4         | nepostoupila | nepostoupila | nepostoupila | nepostoupila | 45.    |

### Střelba
Pro 23letého Williama Chetcutiho byla účast na Letních olympijských hrách v Pekingu jeho druhou olympijskou účastí poté, co startoval již na Letních olympijských hrách v Athénách v roce 2004. Do závodu v double trapu mužů se kvalifikoval díky divoké kartě. Kvalifikační kolo soutěže se uskutečnilo dne 12. srpna 2008. Chetcuti dosáhl výsledku 136 bodů. Stejného výsledku dosáhli i tři další střelci, australský reprezentant Russel Mark, reprezentant Spojených arabských emirátů Ahmed Al-Maktoum a maďarský střelec Roland Gerebics. O posledním postupovém místě do šestičlenného finále musel rozhodnout rozstřel. V něm uspěl Russel Mark a Chetcuti tak skončil na končeném 8. místě.
| Sportovec        | Disciplína         | Kvalifikace | Kvalifikace | Finále      | Finále      |
| Sportovec        | Disciplína         | Body        | Pořadí      | Body        | Pořadí      |
| ---------------- | ------------------ | ----------- | ----------- | ----------- | ----------- |
| William Chetcuti | double trap – muži | 136         | 8.          | nepostoupil | nepostoupil |